# Frederick Fyvie Bruce
Frederick Fyvie Bruce (Elgin, 12 oktober 1910 – 11 september 1990) was een Bijbelwetenschapper en staat bekend als een van de grondleggers van de huidige visie op de Bijbel in evangelische kring. Het boekje De betrouwbaarheid van de geschriften van het Nieuwe Testament (New Testament Documents: Are They Reliable?) wordt beschouwd als een van de klassieke werken van de evangelische apologetiek.

## Levensbeschrijving
F.F. Bruce groeide op in Schotland en studeerde aan de Universiteit van Aberdeen, de Universiteit van Cambridge en de Universiteit van Wenen. Hij doceerde eerst enkele jaren Grieks aan de Universiteit van Edinburgh en daarna aan de Universiteit van Leeds. In 1947 werd hij hoofd van de afdeling voor Bijbelse geschiedenis en Bijbelse literatuur aan de Universiteit van Sheffield in. De Universiteit van Aberdeen kende hem in 1957 een eredoctoraat in de theologie (Doctor of Divinity) toe. In 1959 stapte hij over naar de Universiteit van Manchester, waar hij de Rylands leerstoel tekst- enschriftkritiek en exegese bezette.
Tijdens zijn loopbaan schreef hij meer dan veertig boeken en was hij bovendien redacteur van The Evangelical Quarterly en het Palestine Exploration Quarterly. Hij legde in 1978 zijn onderwijstaken neer.

## Werkterrein
Bruce was een deskundige in het leven en werk van de apostel Paulus. Hij publiceerde meerdere studies, waarvan Paul: Apostle of the Free Spirit (in de VS: Paul: Apostle of the Heart Set Free) het bekendst is. Het boek verscheen in het Engels, Chinees, Koreaans, Spaans en Portugees. Hij schreef commentaren op onder andere de volgende Bijbelboeken: Romeinen, Handelingen, I en II Korintiërs, Galaten, Johannes, 1, 2 en 3 Johannes en Hebreeën.

### Vergadering der gelovigen
Bruce was betrokken bij verschillende christelijke stromingen, maar zijn eerste loyaliteit bleef bij de open Vergadering der gelovigen, het kerkgenootschap waar hij in was opgegroeid. Hij genoot de vriendschap van deze groep en werd door hen aanvaard, hoewel hij wat zijn persoonlijk geloof een buitenbeentje was; hij verwierp het dispensationalisme dat de wederkomstvisie van deze groepering kenmerkt. Hij was ook een voorstander van vrouwen in kerkelijke functies, waar een deel van de Vergaderingmensen ook nu nog niet van wil horen.

## Visie
Het meeste werk van Bruce is wetenschappelijk van aard, maar hij heeft ook populariserend over de Bijbel geschreven. Zijn visie op de boeken van het Nieuwe Testament was dat ze historisch betrouwbaar zijn en dat de waarheidsclaim van het Nieuwe Testament daarop berust. Volgens Bruce wilde dat niet zeggen dat de Bijbel altijd nauwkeurig was, of dat deze onnauwkeurigheid niet tot flinke verwarring kon leiden. Hij geloofde echter dat de gedeelten waarover twijfel kon bestaan niet beslissend waren voor de christelijke theologie.
Bruce was fellow van de British Academy, en was zowel voorzitter van zowel de Society for the Study of the Old Testament als de Society for the Study of the New Testament. Er is maar een handvol geleerden dat voor hun werk in deze beide disciplines zoveel erkenning van hun collega's heeft gekregen.

## Gedeelte van zijn werk
- New Testament Documents: Are They Reliable? Downers Grove, IL: InterVarsity Press, 1981. (Eerste druk uit 1943: Are the New Testament Documents Reliable?) ISBN 0-8028-2219-3. (Nederlandse vertaling: De betrouwbaarheid van de geschriften van het Nieuwe Testament 1977 IBB/Telos Nederland; ISBN 90-324-9501-1 Zie http://www.verhoevenmarc.be/PDF/Betrouwbaarheid-NT.pdf)
- The Hittites and the Old Testament. Tyndale Old Testament Lecture, 1947. Londen: The Tyndale Press, 1947. Pbk. pp.28
- The Books and the Parchments. Londen: Pickering & Inglis, 1950 (2nd edn 1953; 3rd & revised edn 1963; paperback revised edition 1971 ISBN 0-7208-0216-4)
- The Acts of the Apostles: The Greek Text With Introduction and Commentary. Grand Rapids, MI: William B. Eerdmans, 1951.
- The Book of the Acts (New International Commentary on the New Testament). Grand Rapids, MI: William B. Eerdmans, 1954. ISBN 0-8028-2182-0
- The Epistles to the Colossians and the Ephesians. (New International Commentary on the New Testament) Grand Rapids, MI: William B. Eerdmans, 1957. [Titel klopt niet; Bruce schreef het commenaar op Colosse en E.K. Simpson dat op Efeziërs; zie 1984; nieuwe editie helemaal door Bruce]
- The Teacher of Righteousness in the Qumran Texts. Londen: The Tyndale Press, 1957. Pbk. pp.36.
- The Apostolic Defence of the Gospel. Londen: Inter-Varsity Press, 1959. ISBN 0-85110-306-5
- Biblical Exegesis in the Qumran Texts. Londen: The Tyndale Press, 1960. Pbk. pp.88.
- Paul and his Converts. Cambridge: Lutterworth Press, 1962. ISBN 0-71880-072-9
- Romans (Tyndale New Testament Commentary). Grand Rapids, MI: William B. Eerdmans, 1963. ISBN 0-8028-1405-0
- Israel and the Nations. Exeter: Paternoster Press, 1963. ISBN 9780830815104; Nederlandse vertaling: Geschiedenis van het Oude Israël Aula boeken 1967
- Epistle to the Hebrews (New International Commentary on the New Testament). Grand Rapids, MI: William B. Eerdmans, 1964.
- This is That. Exeter: Paternoster Press, 1968. ISBN 0-85364-168-4 (published in the USA as New Testament Development of Old Testament Themes. Grand Rapids, MI: William B. Eerdmans, 1968. ISBN 0-8028-1729-7)
- New Testament History. Londen: Oliphants, 1969. ISBN 0-551-00799-0
- The Acts of the Apostles: The Greek Text With Introduction and Commentary, 2nd ed. Grand Rapids, MI: William B. Eerdmans, 1970
- An Expanded Paraphrase Of The Epistles Of Paul. R.N. Haynes Publishers; 1st USA edition (1981) 323 pages. ISBN 0880210168 ISBN 978-0880210164
- Galatian Problems. John Rylands Library, 1971.
- Answers to Questions. Exeter: Paternoster Press, 1972. 0-85364-101-3
- The 'Secret' Gospel of Mark. De  Ethel M. Wood lezing, gegeven voor de Universiteit van Londen op 11 februari 1974. Londen: The Athlone Press, 1974. Pbk. ISBN 0485143186. pp.20.
- Jesus and Christian Origins Outside the New Testament. Grand Rapids, MI: William B. Eerdmans, 1974. ISBN 0-8028-1575-8
- Paul: Apostle of The Free Spirit. Exeter UK: Paternoster, 1977. ISBN 1-84227-027-3 (published in the USA as Paul: Apostle of the Heart Set Free. Grand Rapids, MI: William B. Eerdmans,1977. ISBN 0-8028-4778-1)
- History of the Bible in English. Oxford, UK: Oxford University Press, 1978. ISBN 0-19-520088-8
- The Epistles of John. Grand Rapids, MI: William B. Eerdmans, 1979. ISBN 0-8028-1783-1
- Men and Movements in the Primitive Church. Exeter: Paternoster, 1979. ISBN 0-85364-705-4
- I & II Corinthians (New Century Bible Commentary). Grand Rapids, MI: William B. Eerdmans, 1980. ISBN 0-8028-1839-0
- The Spreading Flame. Grand Rapids, MI: William B. Eerdmans, 1980. ISBN 0-8028-1805-6
- Bible History Atlas. N.Y.: Crossroad, 1982. ISBN 0-8245-0418-6
- Redacteur New Bible Dictionary IVP, 1e ed 1962- 2e ed 1980
- Epistle to the Galatians (New International Greek Testament Commentary). Grand Rapids, MI: William B. Eerdmans, 1982. ISBN 0-8028-2387-4
- 1 & 2 Thessalonians (Word Biblical Commentary). Thomas Nelson, 1982. ISBN 0-8499-0244-4
- Hard Sayings of Jesus. Inter-Varsity, 1983. ISBN 0-87784-927-7
- Jesus and Paul: Places They Knew. Ark, 1981. ISBN 0-8407-5281-4 (Nederlandse vertalingen: Beelden uit de wereld van Jezus en Paulus, Alphen aan den Rijn: Veritas, 1981; In de voetsporen van Jezus, Kampen: Kok, 1997, en In de voetsporen van de apostel Paulus, Kampen: Kok, 1995)
- Abraham and David: Places They Knew. Thomas Nelson, 1984. ISBN 0-8407-5402-7
- The Epistles to the Colossians, to Philemon, and to the Ephesians. (New International Commentary on the New Testament). Grand Rapids, MI: William B. Eerdmans, 1984. ISBN 0-8028-2510-9 [Dit is het nieuwe commentaar van Bruce op Efeziërs en Philemon, met een herziene editie van zijn commentaar op Kolossenzen].
- The Gospel of John. Grand Rapids, MI: William B. Eerdmans, 1984. ISBN 0-8028-0883-2
- The Pauline Circle Exeter: Paternoster Press, 1985 (Nederlandse vertaling: Mensen rondom Paulus, 's-Gravenhage: Boekencentrum, 1986)
- Jesus: Lord & Savior. Inter-Varsity, 1986.
- The Message of the New Testament. Grand Rapids, MI: William B. Eerdmans, 1986. ISBN 0-8028-1525-1
- Romans (Tyndale New Testament Commentary), revised. Grand Rapids, MI: William B. Eerdmans, 1986. ISBN 0-8028-0062-9
- Second Thoughts on the Dead Sea Scrolls. Attic Press, 1986. ISBN 0-85364-017-3 ( download online hier)
- The Canon of Scripture. Downers Grove, IL: InterVarsity Press, 1988. ISBN 0-8308-1258-X Zie: http://www.holyfear.net/pdf/bruce/canon_bruce.pdf
- The Book of the Acts, revised (New International Commentary on the New Testament). Grand Rapids, MI: William B. Eerdmans, 1988. ISBN 0-8028-2505-2
- Philippians, (New International Biblical Commentary), 1989. Hendricksen. ISBN 0-943575-15-X
- Epistle to the Hebrews, revised. (New International Commentary on the New Testament) Grand Rapids, MI: William B. Eerdmans, 1990. ISBN 0-8028-2514-1
- The Acts of the Apostles: The Greek Text With Introduction and Commentary, 3rd ed. Grand Rapids, MI: William B. Eerdmans, 1990. ISBN 0-8028-0966-9
- A Mind For What Matters: Collected Essays. Grand Rapids, MI: William B. Eerdmans, 1990. ISBN 0-8028-0446-2
- Walter Kaiser, Jr., Peter H. Davids, F. F. Bruce en Manfred Brauch. Hard Sayings of the Bible. Downers Grove, IL: InterVarsity Press, 1996. ISBN 0-87784-927-7

### Artikelen
- "The Chester Beatty Papyri", The Harvester 11 (1934): 163, 164.
- "What Do We Mean By Biblical Inspiration?" Science and Christian Belief|Journal of the Transactions of the Victoria Institute 78 (1946): 121-139.
- "The Speeches In Acts: Thirty Years After", Robert Banks, ed., Reconciliation and Hope. New Testament Essays on Atonement and Eschatology Presented to L.L. Morris on his 60th Birthday. Carlisle: The Paternoster Press, 1974. pp.53-68.
- "The Background to the Son of Man Sayings", Christ The Lord. Studies in Christology presented to Donald Guthrie. Leicester: Inter-Varsity Press, 1982. Hbk. ISBN 0851117449. pp.50-70.
- "The Curse of the Law" M.D. Hooker & S.G. Wilson, eds., Paul and Paulinism. Essays in Honour of C.K. Barrett. Londen: SPCK. Hbk. ISBN 028103835X. pp.27-36.
- "Colossian Problems: Part 1: Jews and Christians in the Lycus Valley", Bibliotheca Sacra 141: 561 (1984): 3-13.
- "Colossian Problems: Part 2: The 'Christ Hymn' of Colossians 1:15-20", Bibliotheca Sacra 141: 562 (1984): 99-112.
- "Colossian Problems: Part 3: The Colossian Heresy", Bibliotheca Sacra 141: 563 (1984): 195-206.
- "Colossian Problems: Part 4: Christ as Conqueror and Reconciler", Bibliotheca Sacra 141: 564 (1984): 291-301.
- The Pauline Circle,1985 The Paternoster Press ltd, Exeter,UK, ISBN 0-85364-397-0; Nederlandse vertaling 1986 boekencentrum 's Gravenhage, ISBN 90 239 1318 3: Mensen rondom Paulus.
- "Luke's Presentation of the Spirit in Acts," Criswell Theological Review 5.1 (1990) 15-29.
- annual Rylands lectures at the John Rylands Library, Manchester (published in Bulletin of the John Rylands Library